# Arboretum Lisičine
Arboretum Lisičine je arboretum u Hrvatskoj. Nalazi se u selu Lisičine, općina Voćin, usred planine Papuka.
Nastao je 1963. zalaganjem inženjera šumarstva Đure Jorgića. 
Prvotno je zauzimao površinu od približno 40 hektara. Do velikosrpske agresije u Hrvatskoj, ovaj arboretum je bio bogat raznoraznim vrstama drveća i grmlja, kako onih koji su bili domaćim vrstama u Hrvatskoj, tako i vrstama podrijetlom iz krajeva diljem Europe, Azije i Amerike. Ukupno je imao oko 2500 taksona i kultivara i bio je jednim od najznačajnijih u jugoistočnoj Europi.
Izbijanjem velikosrpske pobune u Hrvatskoj i intervencijom JNA, arboretum je teško stradao 1991. Pored izravne štete, ratna djelovanja su imala i neizravnu štetu. Neizravni učinak je bio taj što je zbog ratnih djelovanja oštećena ograda te se divljač mogla nesmetano kretati, tako da je napravila štetu na osjetljivim kulturama. 
Nakon rata arboretum se vrlo sporo obnavljalo, što je isto pridonosilo propadanju, tako da ni danas (prema vijesti od 12. svibnja 2006.) nije obnovljen do prijeratne razine. Jedna od najboljih mjera oštećenosti je taj što je broj taksona s prvotnih 2500 je došao na samo 500. 
U ožujku 2013. godine, napokon je dovršena obnova arboretuma uz sredstva Europske unije te je ponovno otvoren za javnost. Uređeni su putovi i jezero, postavljene ploče s kartama i opisima biljaka, uređena mjesta za odmor, klupe i sjenice.
U sjevernom dijelu arboretuma nalazi se prirodna bukova prašuma, koja je kroz 50 godina prepuštena prirodnim procesima. Južni dio, površine 24 hektara, arboretum je u užem smislu i čine ga tri velike površine: hortikulturni dio s ukrasnom drvećem i grmljem, dio zasađen biljkama s područja Europe i Azije te polje s biljkama iz područja Amerike. Arboretum Lisičine sadrži najbogatiju zbirku četinjača u Hrvatskoj ( borova, smreka, duglazija,  borovica i  tisa).

### Galerija
- Arboretum Lisičine - ploča na ulazu s kartom i slikama istaknutih kutivara
- Arboretum Lisičine - staza u blizini ulaza do ovalnog podija
- Arboretum Lisičine - staza
- Arboretum Lisičine - odmorište i zdenac u blizini jezera
- Arboretum Lisičine - padina unutar arboratuma
- Arboretum Lisičine - odmorište i mjesto okupljanja
- Arboretum Lisičine - staza kroz predio s četinjačama

## Radovi o Arboretumu
- Projektant Euroazijske kamenjare u Arboretum Lisičine Josip Karavla . Mirko Vidaković, Đuro Jorgić, Želimir Borzan, Ellen Elias-Bursać: Arboretum Lisičine, 1986.
- Revitalisation of the Lisičine Arboretum Marilena Idžojtić. Marko Zebec, Igor Poljak: Šumarski list br. 1–2, CXXXIV (2010), 5-18., preuzeto 18. srpnja 2020. https://hrcak.srce.hr/clanak/74647